# Tramstation De Haan aan Zee

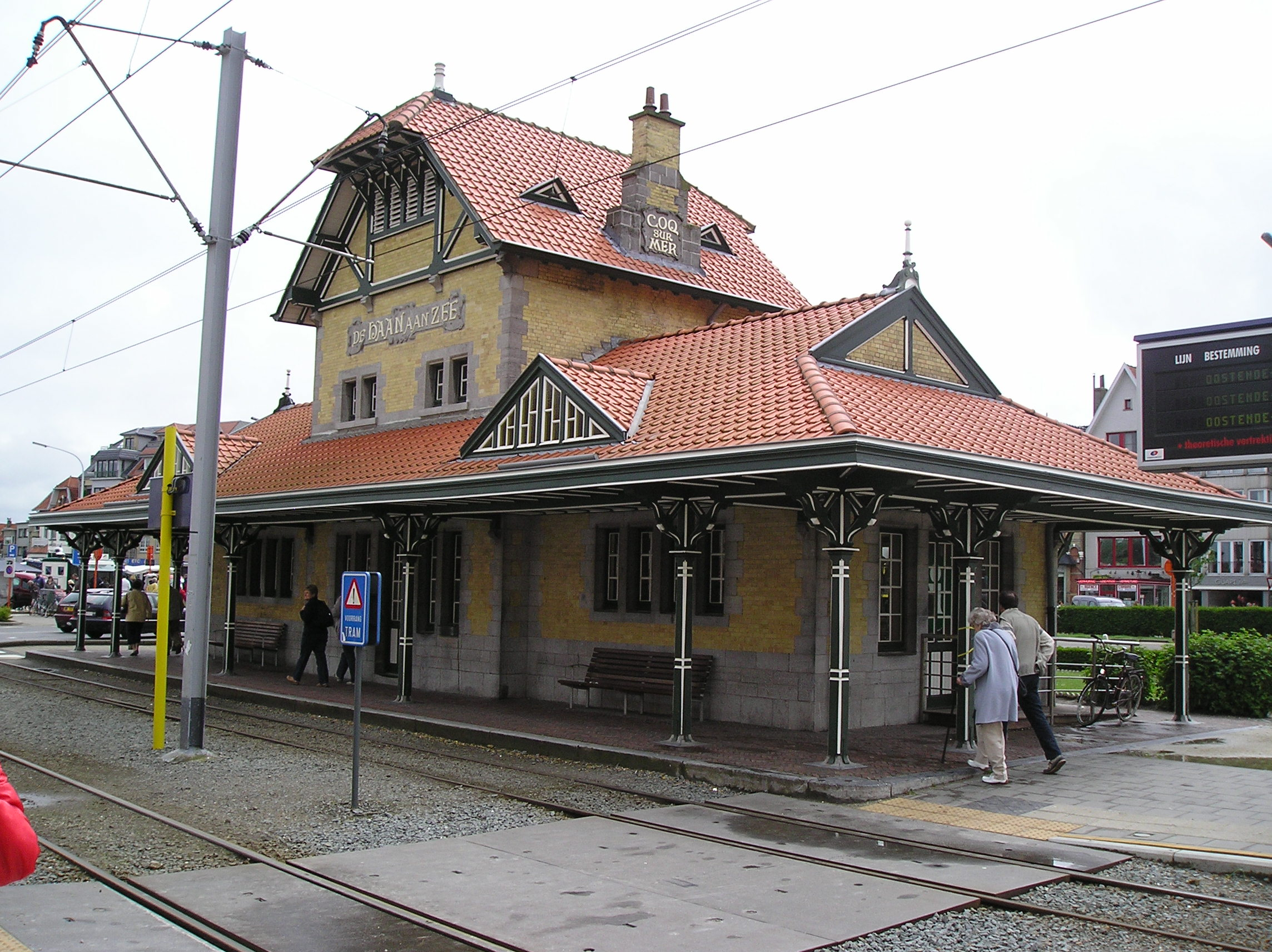
Tramstation De Haan aan de Belgische Kusttramlijn.

Tramstation De Haan aan Zee in de provincie West-Vlaanderen is het enige oude tramstation in de Benelux waar nu nog steeds een reguliere tramlijn komt.

## Historie
In 1886 kreeg De Haan zijn eerste railverbinding, in de vorm van een stoomtramlijn tussen Oostende en Blankenberge, genaamd "Tramlijn der Duinen", via Bredene-dorp. In 1905 kwam er een tweede tramlijn tussen dezelfde plaatsen, via Bredene-bad, en deze werd in 1909 elektrisch. In vaak gewijzigde vorm zou dat de huidige moderne Kusttramlijn worden. Deze streektramlijnen werden aangelegd door de Nationale Maatschappij van Buurtspoorwegen (NMVB).
Het huidige tramstation werd gebouwd in 1902. Als architect staat G. Dhaeyer ingegraveerd in een steen, maar het blijft onduidelijk of hij ook een ontwerp had ingediend of dat hij alleen met de uitvoering belast was. Het gebouw is passend bij de overige historische gebouwen in het "consessie"-gebied, dat een beschermd dorpsgezicht is. Het toen nieuwe gebouw verving een eenvoudiger gebouwtje dat met zinken platen bekleed was, en daarom "de blekken statie" werd genoemd in de volksmond.(blikken station)  Enige tijd stonden beide gebouwen naast elkaar. Het oude gebouw stond letterlijk in de weg, namelijk waar nu de weg de tramsporen kruist. Daarom werd het gedemonteerd. Maar men was zuinig, want in Oostende werd het weer heropgebouwd.
In het huidige gebouw was o.a. wachtruimte, in het midden een ruimte voor de stationschef met loket, en er naast een bagageruimte. Op de zolder is nog steeds een waterreservoir aanwezig vanwege de stoomtrams. Daarom was er onder andere ook een kolenberging. Aan de achterzijde is het sanitair; nu is er een automatisch toilet ingebouwd. De doorlopende uitstekende luifel bied enige beschutting aan de wachtenden. Ten westen van het gebouw kwam er een losplaats voor goederen, waaronder de bouwmaterialen voor de villa's. Die werden verder getransporteerd over tijdelijk smalspoor. 
In 1977 werd het gebouw in zijn bestaan bedreigd, waarop het door de gemeente De Haan werd gekocht voor één symbolische frank. In 1981 werd het bij koninklijk besluit een beschermd monument. In 2002 werd het volledig gerestaureerd. In het gebouw is nu geen wachtruimte meer; het dient nu als toeristisch informatiepunt. Jarenlang werden er ook NMBS-treintickets verkocht.
In België zijn vele voormalige tramstations der Buurtspoorwegen ('Boerentram') bewaard gebleven, doch dit is de enige waar nog steeds een reguliere tramlijn komt. Het is tevens het enige oude tramstation aan de Vlaamse kust en op de Kusttramlijn dat er nog is. 
Het tramstation is een van de belangrijkste monumenten, dat aan de wieg stond van de opkomst en de bloei van De Haan als badplaats, en is hét uithangbord van De Haan aan Zee.
Het is net niet te zien op de foto, maar tussen de sporen staat nog een oorspronkelijk sierlijk bord met aan één kant "verboden op den spoorweg te gaan". Op de andere zijde staat die tekst in het Frans. Zulke borden stonden door gans België langs de Buurtspoorwegen (Vicinal in het Frans).
Rond 1985 werd er tegenover het tramstation een huisje gebouwd in dezelfde stijl als het tramstation. Sindsdien kunnen de tramreizigers daar terecht voor informatie en tickets. Buiten het hoogseizoen zijn de openingstijden zeer beperkt. 
Tot 1968/1969 reed de Kusttram tussen Bredene en Wenduine vrij door de duinen, zonder een weg direct naast de trambaan en het tramstation. Ten koste van veel natuur werd toen de N34 langs de Kusttramlijn aangelegd. Sinds 2008 is er het plan deze weg te versmallen, ten gunste van de natuur.

## Trammelant
Om de redding van het tramstation te vieren werd in 1978 het eerste Trammelant-festival georganiseerd. Sindsdien is het jaarlijks in augustus teruggekeerd. Op deze dag zijn er historische activiteiten om te vieren dat De Haan zijn bestaan aan de Kusttram te danken heeft. Er rijden die dag ook historische trams op een stukje van de Kusttramlijn, en de zogenaamde aankomst van de eerste tram in 1886 wordt nagespeeld, maar niet meer met een stoomtram. Ter hoogte van de voormalige loskaai is een derde spoor, wat tijdens Trammelant gebruikt wordt door de museumtram(s). Oorspronkelijk was dit derde spoor het keerpunt van de eerste tramlijn die in De Haan kwam, de lijn Oostende - De Haan via Bredene - Dorp, die in 1955 werd opgeheven. Het ging ongeveer tot bij de watertoren en diende ook voor goederentrams. Tussen 1982 en 2014 was er aan de andere kant van het tramstation een zijspoor zonder bovenleiding dat voor Trammelant gebruikt werd. Het kon alleen achteruit bereikt worden en liep in beide richtingen niet door. Bij de laatste spoorvernieuwing van het traject door De Haan is dit opstelspoor weer verdwenen. Ter compensatie is toen het derde spoor bij de voormalige loskaai uitgebreid, met wissels en bovenleiding.

## Trivia
- Kinderen voor Kinderen 11 heeft zich op dit station afgespeeld. Hierin speelde Herman van Veen diverse rollen, waaronder die van van stationschef. Het gebouw komt diverse keren in beeld, en voor de gelegenheid reed er zelfs een stoomtram. De kinderen en Herman van Veen gaan mee met de stoomtram.